# Sonate pour alto et piano no 2 de Milhaud
Pour les articles homonymes, voir Sonate pour alto et piano.
La Sonate pour alto et piano no 2, op. 244, est une œuvre de musique de chambre de Darius Milhaud composée en 1944.

## Présentation
Commande de l'altiste (du Quatuor Pro Arte) Germain Prévost, la Sonate pour alto et piano no 2 est composée à Mills College entre le 27 juin et le 2 juillet 1944,.
Dédiée à la mémoire d'Alphonse Onnou (premier violon du Quatuor Pro Arte), l'œuvre est créée par Germain Prévost à l'alto et Nadia Boulanger au piano en août 1944 à l'Edgewood College (en) de Madison (Wisconsin),.
Pour le musicologue François-René Tranchefort, comparée à la Première Sonate, cette Deuxième Sonate a « plus de poids et de consistance musicale [...], — s'avérant en outre d'une concision d'écriture remarquable ».

## Structure
La Sonate, d'une durée moyenne d'exécution de onze minutes environ,, est constituée de trois mouvements, :
1. Champêtre, à 
, qui prend « l'allure [...] d'une vigoureuse pastorale[4] » ;
2. Dramatique, mouvement qui a « quelque accent funèbre, en un très doux cortège où paraît une phrase émouvante et comme désincarnée de l'alto, jouée sur le chevalet[4] » ;
3. Rude, finale énergique, qui « est un retour à l'esprit du premier mouvement, ici augmenté de ses violences harmoniques et d'une âpreté plus accentuée qu'à l'ordinaire[4] ».

Pour Paul Collaer, la Sonate « parcourt avec bonheur toute la gamme expressive dont l'alto est capable ».
La partition est publiée par Heugel,. Dans le catalogue des œuvres de Darius Milhaud, la Sonate pour alto et piano no 2 porte le numéro d'opus 244,.

## Discographie sélective
- Milhaud: Chamber Music with Viola, Paul Cortese (alto) et Michel Wagemans (piano), ASV Records (en) CD DCA1039, 1998[6].
- Milhaud: Complete Violin Sonatas; Complete Viola Sonatas, Gran Duo Italiano (Mauro Tortorelli, violon et alto, Angela Meluso, piano), Brilliant Classics 95232, 2016.